# Welthauptstadt Germania

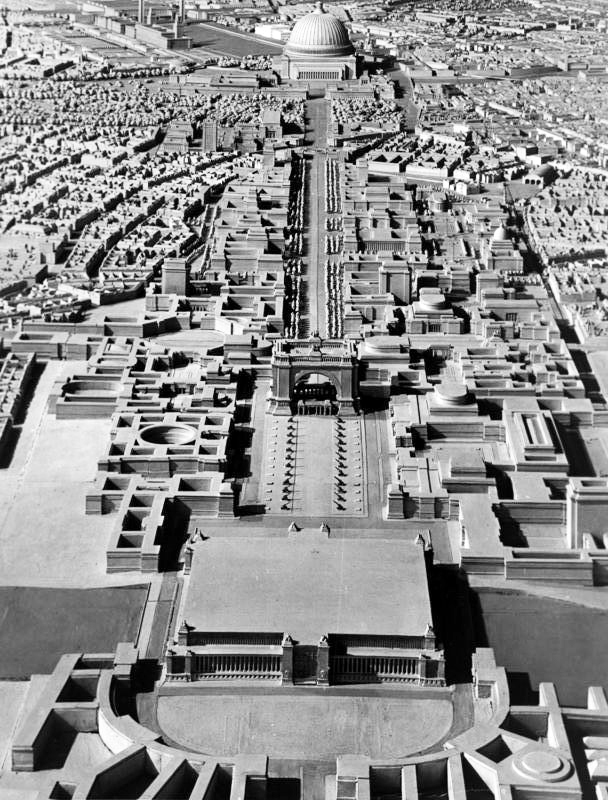
Maqueta de la Welthauptstadt Germania.

Welthauptstadt Germania ('Capital mundial Germania' en alemán) fue el nombre que le dio Adolf Hitler a la proyectada renovación de Berlín. Esta ciudad era parte de su visión para el futuro de Alemania después de la prevista victoria en la Segunda Guerra Mundial. Albert Speer, «el primer arquitecto del Tercer Reich», produjo muchos de los planes para reconstruir la metrópoli. Solo una pequeña parte de estos planes se realizaron antes de la Segunda Guerra Mundial.
El título Welthauptstadt fue elegido porque se consideró que la arquitectura de Berlín era en ese momento demasiado provincial y que era necesario poner a Berlín a la par, o en un nivel superior, a la de otras grandes capitales del mundo como lo eran Londres, Moscú, París o Washington D. C.
Algunos proyectos, como la creación de un eje de este a oeste de la ciudad, que incluía la ampliación de Charlottenburger Chaussee (hoy Straße des 17. Juni) y la colocación de la Columna de la victoria en el centro de Berlín, fueron realizados. Otros, como la creación de la Große Halle (Gran Cúpula), tuvieron que ser dejados de lado debido al comienzo de la guerra.

## Descripción
Germania sustituiría a la arquitectura de toda la ciudad de Berlín, pero lo más conocido es el centro de ésta. Se ingresaría por una avenida central que pasa por debajo del Arco del Triunfo de Hitler, el cual tendría el doble de altura que el Arco del Triunfo de Napoleón en París y sería el doble de ancho. Después se pasaría junto al Estadio de Germania el cual sería hecho de granito sólido; también se pasaría junto a la Cancillería del Reich y el Centro del Movimiento Nazi, al final de la avenida se encontraría el Palacio de los Foros Populares, para que las personas hicieran allí sus reuniones; ésta tendría, además, una cúpula de 290 m de diámetro en su base.

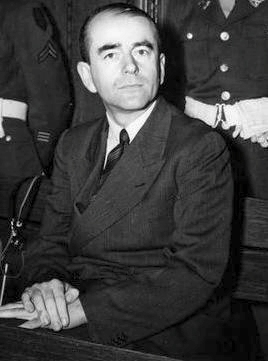
Albert Speer.

## Historia del proyecto
Con la llegada de Adolf Hitler al poder, este empezó a pensar en reformar Berlín, ya que la consideraba sucia e indigna de la gran Alemania que quiso llevar a cabo. Por lo que pensó en sustituir su centro con algo adecuado para la Alemania nacionalsocialista, así mandó diseñar un centro urbano que se adecuara a sus necesidades.
Tiempo después se le presentó un arquitecto llamado Albert Speer que tenía la misma visión que Hitler. No obstante se le presentaron obstáculos de diversa índole, como fueron los materiales y problemas referentes al espacio.
Así Germania tendría los siguientes edificios: la Volkshalle, el Estadio Olímpico de Germania, el Arco del Triunfo de Hitler, el Palacio de la Cancillería o Cancillería del Reich, el Aeropuerto de Tempelhof, y el Palacio de Congresos, entre otros.
Cuando Speer encontraba un problema, Hitler solo tenía una orden que dar: «¡Soluciónelo!». Esto provocó que se dieran soluciones asombrosas para su época, como son los pilotes especiales para fango y materiales 100 % antibombas. Solo se construyó la Cancillería del Reich, el Estadio Olímpico y los pilotes del arco del triunfo, ya que el dinero se tuvo que desviar a la guerra.

## Arquitectura planeada
El eje norte-sur iba a ser el nuevo centro de Berlín.
El primer paso de estos planes fue la construcción del Estadio Olímpico para los Juegos Olímpicos de 1936. Se proyectó un estadio más grande, capaz de acoger 400 000 espectadores. Solo se excavaron los cimientos antes de que el proyecto fuera abandonado. De haberse completado la construcción, este estadio seguiría siendo el más grande en el mundo a día de hoy.
Speer también diseñó una nueva Cancillería, que incluía una amplia sala dos veces más larga que el Salón de los Espejos en el Palacio de Versalles.
Hitler quería la construcción de una tercera Cancillería, aún más grande, pero nunca fue iniciada. La segunda cancillería fue destruida durante la batalla de Berlín (1945). Ese mismo año fue demolida en presencia del primer ministro británico Winston Churchill.

### Avenida de la Victoria
Casi ninguno de los otros edificios previstos para Germania se construyó nunca. Berlín iba a ser reorganizada a lo largo de un bulevar de casi 5 kilómetros de largo y 120 metros de ancho conocido como la avenida de la Victoria. Esta iría hacia el sur desde un punto de intersección con el eje este-oeste cerca de la Puerta de Brandeburgo, siguiendo el curso de la antigua Siegesallee (avenida de la victoria) a través del Tiergarten continuando hacia el oeste hasta el aeropuerto de Tempelhof.
Este nuevo eje norte-sur serviría para realizar grandes desfiles y el tráfico sería cerrado, desviando los vehículos hacia una autopista subterránea pasando directamente debajo de la ruta del desfile. Secciones de este túnel se construyeron y todavía existen. Ningún trabajo fue comenzado por sobre la tierra aunque Speer relocalizó la Siegesallee en otra parte del Tiergarten en 1938, en preparación para la construcción de la avenida.
El plan también incluía la construcción de dos nuevas estaciones de ferrocarril como parte del proyecto del eje norte-sur.

### Große Halle

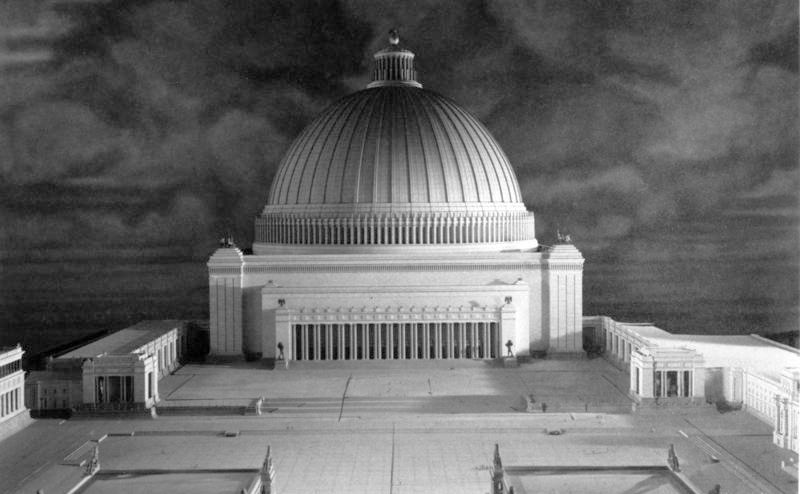
Maqueta de la Große Halle

En el extremo norte de la avenida, en la parte norte del eje este-oeste, se ubicaría un gran foro abierto conocido como Großer Platz con una superficie de alrededor de 350 000 m².
Esta plaza estaría rodeada de los más grandes edificios de la ciudad, con el Palacio del Führer en el lado oeste, el Edificio del Reichstag en el lado este y, la Cancillería del Tercer Reich y el alto mando del Ejército alemán en el lado sur (en ambos lados de la plaza de la entrada de la avenida de la Victoria).
En el lado norte de la plaza, Speer planeó construir el centro de la nueva Berlín, un enorme edificio con cúpula, la Volkshalle (Palacio de los Foros Populares), diseñado por el propio Hitler. Hubiera sido el mayor espacio cerrado que jamás se hubiese construido en el mundo. Aunque los trabajos no pudieron comenzar antes de la guerra, todas las tierras fueron adquiridas, y la ingeniería de los planes elaborados.
El edificio habría sido de más de 200 m de altura y 250 m de diámetro, dieciséis veces más grande que la cúpula de la basílica de San Pedro.

### Arco del Triunfo
Hacia el extremo sur de la avenida se encontraría un arco de triunfo sobre basado en el Arco de Triunfo de París pero mucho más grande. El arco se diseñó con forma de tetrapilonos, de 117 metros de alto y 170 metros de ancho. Los relieves decorativos deberían haber sido esculpidos por Arno Breker. Estaría situado en la parte sur «eje Norte-Sur» (Nord-Süd Achse), en el centro de la Welthauptstadt Germania.
El estallido de la Segunda Guerra Mundial en 1939 provocó la decisión de detener la construcción hasta después de la guerra para salvar materiales estratégicos. Por otra parte, las pruebas de construcción, que incluyeron la elaboración de bloques de hormigón para monitorear la solidez del suelo de Berlín, arrojaron que éste no tenía la consistencia necesaria como para soportar una obra con el peso del arco proyectado, y que de haberse construido se habría hundido al poco tiempo.

### Planificación
Aún hoy subsisten las dudas en cuanto a si el terreno pantanoso de Berlín podría haber soportado el peso de los proyectos propuestos. Esta duda llevó a la construcción de un edificio de exploración llamado Schwerbelastungskörper (traducción literal: pesada carga física), que todavía existe. Se trata básicamente de un enorme cilindro de hormigón utilizado por los arquitectos para probar cuánto peso podía soportar el terreno. Instrumentos de seguimiento verificaban cuanto se hundía el bloque en la tierra. El Schwerbelastungskörper se hundió  7 pulgadas en tres años cuando la profundidad máxima permitida era de 2,5 pulgadas. Usando la evidencia reunida por estos gigantescos dispositivos, es improbable que el suelo hubiera soportado este tipo de estructuras.
Al momento de la invasión inicial de la Unión Soviética (Operación Barbarroja) en junio de 1941, Hitler esperaba obtener la victoria en la Segunda Guerra Mundial en 1945, y luego había previsto, después de completar la construcción de Welthauptstadt Germania, celebrar una gran Feria Mundial de Berlín en 1950 para luego retirarse. Sin embargo aunque el sueño arquitectónico de Hitler jamás se llegó a realizar, en sus últimos días, ante la fe ciega de ganar la guerra mencionó que los bombardeos que efectuaban los aliados en suelo alemán tenía un efecto positivo, ya que gracias a estos, tras ganar la guerra solo tenían que retirar los escombros para construir la nueva Germania en vez de derrumbarlos los propios alemanes.

## En la cultura popular
- La novela ucrónica Fatherland (1992), de Robert Harris, prevé una Alemania nazi que ganó la Segunda Guerra Mundial en la que finalmente se ha realizado la visión de Hitler y Speer de un reconstruido y monumental Berlín alrededor de 1964.
- En el videojuego Wolfenstein: The New Order Berlín es representada tal como Hitler la había planeado ya que transcurre en un futuro alternativo en el que los alemanes ganaron la guerra.
- En la serie "El hombre en el castillo" se tratan los hechos del año 1962 en una época en que las potencias del Eje habían ganado la guerra, donde se puede contemplar el Große Halle construido, lugar donde se concentran las reuniones de los altos mandos del Reich, incluyendo el despacho de Adolf Hitler.